# Straight Lines (låt)
Straight Lines är en låt av Silverchair. Låten släpptes först på singel, och 10 dagar senare på albumet Young Modern från 2007. Singeln blev en enorm hit i Australien, då den nådde nummer 1 på topplistan där. Det var deras första singel som nådde nummer 1 där sedan låten "Freak", från 1997. I Nya Zeeland nådde singeln nummer 11 på topplistan, och i USA nummer 12.
Singeln sålde 140,000 kopior i Australien, vilket gör att det är deras mest säljande singel. "Straight Lines" var även den mest spelade låten på radion i Australien år 2007.